# Rathaus-Galerie Wuppertal
De Rathaus-Galerie Wuppertal is een winkelcentrum in de wijk Elberfeld van de Bergische stad Wuppertal. Tot de opening van de City-Arkaden in oktober 2001 was het het grootste winkelcentrum van de stad.

## Beschrijving
Bij de opening waren er bijna 50 detailhandelaren en dienstverleners in de galerie aanwezig. Het winkelcentrum omvatte een Edeka-winkel, een Tchibo-winkel, een Toys "R" Us-winkel en een Apple mStore. Tot 2012 was er een vestiging van boekhandel Thalia. De Westdeutsche Rundfunk had zijn WDR Studio Wuppertal in het complex. Buiten de winkelruimte bevinden zich op de bovenverdiepingen tal van dienstverlenende bedrijven, dokterspraktijken en advocatenkantoren. Sinds het najaar van 2015 heeft de sportclub Wuppertal zijn officiële fanshop in de Rathaus-Galerie.
Het gebouw werd gebouwd op voorheen braakliggende grond in het noorden van het stadscentrum van Elberfeld, vlak bij het voormalige stadhuis. Bijna 7000 m² oppervlakte werd bebouwd en 14.000 m² winkelruimte gecreëerd. Nog eens 7600 m² was bestemd voor appartementen en kantoren.

## Geschiedenis
De galerie werd geopend op 29 september 1994. De bouwkosten bedroegen bijna DM 100 miljoen. In 1996 werd de galerij, ontworpen door architectenbureau RKW Rhode Kellermann Wawrowsky, bekroond met de prestigieuze European Shopping Center Award. De redenen die hiervoor werden opgegeven waren de gevarieerde branchemix, de succesvolle marketing en de innovatieve architectuur. Bij de planning werd rekening gehouden met de ligging op een heuvel van het pand en zo werden drie winkelverdiepingen gecreëerd, die allemaal op de begane grond toegankelijk zijn. In het midden van de galerij bevindt zich een grote glazen koepel naast een wenteltrap en een lift.
Als "kunst in de architectuur" werden metalen platen met Wuppertal-bezienswaardigheden in de vloer ingebed (de meeste bij de ingangen). De borden zijn gesigneerd "HiLu". De kunstenaars zijn Hans-Jürgen Hiby en Kurt Luhn.
In 2005 verwierf de Edinburgh House Group van Bernd Matthes, de oprichter van de Rathaus-Galerie Wuppertal. Eind april 2017 werd het complex door Edinburgh House Group verkocht aan het Berlijnse vastgoedbedrijf “Caurus”.  